# Canari (peix)
El canari o tord roquer (Symphodus mediterraneus) és una espècie de peix de la família dels làbrids i de l'ordre dels perciformes.

## Morfologia
- Els mascles poden assolir els 18 cm de longitud total.
- Color general rosat o groc vermellós amb ratlles longitudinals més fosques i una taca negra a la base de les pectorals i a la part alta del peduncle caudal.
- Els mascles tenen ratlles blaves vistoses al ventre.[1]

## Hàbitat
Viu solitari entre prats d'algues.

## Distribució geogràfica
Es troba des de Portugal (incloent-hi les Açores i Madeira) fins al nord del Marroc. També a la Mediterrània.